# 1906 w muzyce
Wydarzenia muzyczne w 1906 roku.

## Urodzili się
- 4 stycznia – Stefan Rachoń, polski dyrygent i skrzypek (zm. 2001)
- 27 stycznia – Radamés Gnattali, brazylijski kompozytor, dyrygent i pianista (zm. 1988)
- 20 lutego – Jerzy Kolasiński, polski kompozytor, pedagog, organizator życia muzycznego (zm. 1981)
- 25 lutego – Boris Papandopulo, chorwacki kompozytor i dyrygent (zm. 1991)
- 13 marca – Frank Teschemacher, amerykański klarnecista i saksofonista jazzowy (zm. 1932)
- 14 marca
  - Rodolfo Biagi, argentyński muzyk i kompozytor tanga argentyńskiego (zm. 1969)
  - Ulvi Cemal Erkin, turecki kompozytor (zm. 1972)
- 29 marca – E. Power Biggs, amerykański organista pochodzenia brytyjskiego (zm. 1977)
- 9 kwietnia – Antal Doráti, węgiersko-amerykański dyrygent i kompozytor (zm. 1988)
- 12 kwietnia – Feliks Rączkowski, polski organista i kompozytor (zm. 1989)
- 26 kwietnia – Czesław Lewicki, polski pedagog, kompozytor i dyrygent (zm. 1979)
- 27 kwietnia
  - Janusz Bułhak, polski kompozytor i fotografik (zm. 1977)
  - Witalis Dorożała, polski dyrygent chóralny, nauczyciel muzyki i animator życia muzycznego (zm. 1985)
- 28 kwietnia – Paul Sacher, szwajcarski dyrygent i mecenas sztuki (zm. 1999)
- 17 maja – Zinka Milanov, chorwacka śpiewaczka operowa (sopran) (zm. 1989)
- 20 maja – Lyda Roberti, amerykańska aktorka i piosenkarka (zm. 1938)
- 1 czerwca
  - Andria Balancziwadze, gruziński kompozytor (zm. 1992)
  - Walter Legge, brytyjski producent muzyki poważnej i impresario (zm. 1979)
- 3 czerwca – Josephine Baker, tancerka, aktorka i piosenkarka francuska pochodzenia amerykańskiego (zm. 1975)
- 8 czerwca – Reginald Kell, angielski klarnecista (zm. 1981)
- 11 czerwca – Jan Hoffman, polski pianista, pedagog, profesor i rektor Państwowej Wyższej Szkoły Muzycznej w Krakowie (zm. 1995)
- 24 czerwca – Pierre Fournier, francuski wiolonczelista i pedagog (zm. 1986)
- 26 czerwca – Alberto Rabagliati, włoski piosenkarz i aktor (zm. 1974)
- 7 lipca – Anton Karas, austriacki wirtuoz cytry, także kompozytor (zm. 1985)
- 19 lipca – Klaus Egge, norweski kompozytor (zm. 1979)
- 24 lipca – Ludwik Kurkiewicz, polski klarnecista i pedagog muzyczny (zm. 1998)
- 10 sierpnia – Władysław Pawelec, polski kompozytor muzyki rozrywkowej, skrzypek, kierownik orkiestr (zm. 2007)
- 24 sierpnia – Józef Michał Chomiński, polski muzykolog (zm. 1994)
- 26 sierpnia – Józef Eichstädt, polski kontrabasista, pedagog (zm. 1966)
- 4 września – Alexander Moyzes, słowacki kompozytor (zm. 1984)
- 5 września – Peter Mieg, szwajcarski kompozytor (zm. 1990)
- 19 września
  - Anna Abert, niemiecka muzykolog (zm. 1996)
  - January Krawczyk, polski aktor, śpiewak (baryton liryczny) i dyrygent (zm. 1964)
- 24 września – Michael Jary, niemiecki kompozytor (zm. 1988)
- 25 września
  - Jaroslav Ježek, czeski kompozytor, pianista, dyrygent i aktor (zm. 1942)
  - Dmitrij Szostakowicz, rosyjski kompozytor i pianista (zm. 1975)
- 28 września – Edmund Zayenda, właśc. Edward Julian Sternbach, polski śpiewak (tenor) i aktor pochodzenia żydowskiego (zm. 1990)
- 30 września
  - Mireille, francuska piosenkarka, kompozytorka i aktorka (zm. 1996)
  - Václav Smetáček, czeski dyrygent, pedagog i oboista (zm. 1986)
- 3 października – Tadeusz Miazga, polski duchowny katolicki, kompozytor, muzykolog, wykładowca akademicki i pedagog, dyrygent chóralny (zm. 1988)
- 9 października – Jānis Ivanovs, łotewski kompozytor (zm. 1983)
- 10 października – Paul Creston, amerykański kompozytor, pianista i pedagog pochodzenia włoskiego (zm. 1985)
- 12 października
  - Zari Elmassian, amerykańska śpiewaczka operowa (sopran); aktorka i piosenkarka armeńskiego pochodzenia (zm. 1990)
  - Willy Hess, szwajcarski muzykolog i kompozytor (zm. 1997)
- 20 października – Alfredo Campoli, brytyjski skrzypek pochodzenia włoskiego (zm. 1991)
- 22 października – Kees van Baaren, holenderski kompozytor (zm. 1970)
- 23 października – Marcin Szeligiewicz, polski pianista, kompozytor, pedagog i działacz kulturalny (zm. 1962)
- 4 listopada – Siegfried Borris, niemiecki kompozytor, muzykolog i nauczyciel muzyki (zm. 1987)
- 6 grudnia – An Ik-tae, koreański kompozytor muzyki poważnej (zm. 1965)
- 7 grudnia – Elisabeth Höngen, niemiecka śpiewaczka operowa (mezzosopran) (zm. 1997)
- 9 grudnia – Bolesław Kon, polski pianista pochodzenia żydowskiego (zm. 1936)
- 12 grudnia – Ludwig Suthaus, niemiecki śpiewak operowy (tenor) (zm. 1971)
- 13 grudnia – Ingemar Liljefors, szwedzki kompozytor i pianista (zm. 1981)
- 14 grudnia – Aleksandr Cfasman, rosyjski pianista, kompozytor i twórca muzyki filmowej (zm. 1971)
- 24 grudnia – Franz Waxman, amerykański kompozytor, dyrygent i autor muzyki filmowej (zm. 1967)
- 27 grudnia – Oscar Levant, amerykański aktor, pianista i kompozytor (zm. 1972)
- 29 grudnia – Bronisława Rotsztatówna, polska skrzypaczka pochodzenia żydowskiego, koncertmistrz skrzypek Łódzkiej Orkiestry Symfonicznej (zm. 1949)
- 30 grudnia – Walter Wiora, niemiecki muzykolog (zm. 1997)

## Zmarli
- 9 stycznia – Józefa Wójcicka, polska aktorka teatralna i śpiewaczka operetkowa (ur. 1854)
- 25 lutego – Anton Arienski, rosyjski kompozytor, pianista i dyrygent (ur. 1861)
- 22 marca – Martin Wegelius, fiński kompozytor i muzykolog (ur. 1846)
- 25 kwietnia – John Knowles Paine, amerykański kompozytor muzyki klasycznej (ur. 1839)
- 8 czerwca – Christian Frederik Emil Horneman, duński kompozytor, dyrygent i pedagog (ur. 1840)
- 1 lipca – Manuel García, hiszpański śpiewak operowy (baryton) i nauczyciel muzyki (ur. 1805)
- 29 lipca – Alexandre Luigini, francuski kompozytor i dyrygent (ur. 1850)
- 27 sierpnia – Max Lewandowsky, niemiecki muzyk, kompozytor i dyrygent (ur. 1874)
- 22 września – Julius Stockhausen, niemiecki śpiewak (baryton), pedagog (ur. 1826)
- 23 grudnia – Witold Aleksandrowicz, polski śpiewak operowy (baryton) i nauczyciel śpiewu (ur. 1848)